# Chatham Island
Chatham Island is het grootste eiland van de Chathameilanden, een eilandengroep gelegen in de zuidelijke Grote Oceaan. Deze archipel ligt 800 km ten oosten van het Zuidereiland van Nieuw-Zeeland. Het eiland heet Rehoku ("mistige luchten") in het Moriori en Wharekauri in het Maori.
Het eiland is vernoemd naar het onderzoeksvaartuig HMS Chatham, wat het eerste Europese schip is dat het eiland in 1791 aandeed. Het eiland heeft een oppervlakte van 920 km². 

## Geografie
De geografie van het ongeveer T-vormige eiland wordt gedomineerd door drie kenmerken: twee baaien en een lagune. De diepe baai aan de westkust is Petre Bay en de grotere baai aan de oostkust, die zich uitstrekt over de gehele lengte van het eiland, is Hanson Bay. Tussen de twee baaien is het eiland op z'n smalst. Een groot deel van het gebied tussen de twee baaien wordt ingenomen door de grote Te Whanga Lagoon, die afwatert naar de zee in het oosten, in de zuidelijke helft van Hanson Bay. De lagune heeft een oppervlakte van 160 km². en wordt gevoed door verschillende kleine rivieren die stromen vanuit de heuvels aan de zuidkant van het eiland. De op een na grootste meren zijn Lake Rangitai en Lake Huro, respectievelijk ten noordoosten en ten zuidwesten van Te Whanga.
Het centrale en noordelijke deel van het eiland is overwegend vlak. De hoogtes variëren er van enkele meters in het noordoosten tot 50 m in het noordwesten. Daar bevinden zich enkele verspreide heuvels. Het zuidelijke deel is hoger, over het algemeen aflopend naar het noorden en het westen; ongeveer de helft ervan is meer dan 150 m boven zeeniveau. De zuidkust van het eiland bestaat voornamelijk uit kliffen van 100 m hoog of meer. Het hoogste punt van het eiland (299 m) ligt dicht bij het zuidelijkste punt.
De belangrijkste nederzetting op het eiland is Waitangi en bevindt zich aan de zuidkant van Petre Bay. Andere belangrijke nederzettingen zijn Kaingaroa op het noordoostelijke voorgebergte en Owenga aan de zuidkant van Hanson Bay.